# Lijst van gemeentelijke monumenten in De Bilt
De gemeente De Bilt telt 159 gemeentelijke monumenten, hieronder een overzicht. 

## De Bilt
De plaats De Bilt telt 34 gemeentelijke monumenten
| Object                                                               | Bouwjaar  | Architect      | Locatie                                      | Coördinaten                  | Nr.     | Afbeelding                     |
| -------------------------------------------------------------------- | --------- | -------------- | -------------------------------------------- | ---------------------------- | ------- | ------------------------------ |
| boerderij "Bureveld 11"                                              | 1850-1900 |                | Bunnikseweg 10                               | 52° 5' 37" NB, 5° 11' 7" OL  | 0310/1  | Upload foto                    |
| koetshuis                                                            | 1880-1890 |                | Bunnikseweg 25                               | 52° 5' 29" NB, 5° 11' 25" OL | 0310/2  | Upload foto                    |
| herenhuis                                                            | 1875-1900 |                | De Holle Bilt 13                             | 52° 6' 11" NB, 5° 11' 27" OL | 0310/3  | herenhuis                      |
| fabrieksgebouw                                                       | 1875-1900 |                | De Holle Bilt 25                             | 52° 6' 12" NB, 5° 11' 21" OL | 0310/4  | fabrieksgebouw                 |
| gemeentehuis/politiebureau                                           | 1884      |                | Dorpsstraat vanouds Steenstraat 25           | 52° 6' 15" NB, 5° 11' 6" OL  | 0310/5  | gemeentehuis/politiebureau     |
| herenhuis                                                            | 1850-1900 |                | Dorpsstraat vanouds Steenstraat 33           | 52° 6' 15" NB, 5° 11' 5" OL  | 0310/6  | herenhuis                      |
| pand vakwerkbouw                                                     | 1850-1900 |                | Dorpsstraat vanouds Steenstraat 51           | 52° 6' 13" NB, 5° 10' 59" OL | 0310/7  | Upload foto                    |
| dubbelwoning                                                         | 1928      | Arnoldus Staal | Dorpsstraat vanouds Steenstraat 63-65        | 52° 6' 15" NB, 5° 10' 57" OL | 0310/8  | dubbelwoning                   |
| woonhuis                                                             | 1875-1925 |                | Dorpsstraat vanouds Steenstraat 64           | 52° 6' 15" NB, 5° 10' 56" OL | 0310/9  | woonhuis                       |
| dubbelpand                                                           | 1875-1900 |                | Dorpsstraat vanouds Steenstraat 66-68        | 52° 6' 15" NB, 5° 10' 56" OL | 0310/10 | dubbelpand                     |
| dubbelwoonhuis                                                       | 1850-1875 |                | Dorpsstraat vanouds Steenstraat 67-69        | 52° 6' 14" NB, 5° 10' 56" OL | 0310/11 | dubbelwoonhuis                 |
| pastorie                                                             | 1885-1890 |                | Dorpsstraat vanouds Steenstraat 74           | 52° 6' 15" NB, 5° 10' 52" OL | 0310/12 | pastorie                       |
| 4 gekoppelde éénlaags woningen                                       | 1850-1900 |                | Dorpsstraat vanouds Steenstraat 77-83 oneven | 52° 6' 14" NB, 5° 10' 55" OL | 0310/13 | 4 gekoppelde éénlaags woningen |
| groot pand                                                           | 1885      |                | Emmalaan 5-6                                 | 52° 6' 9" NB, 5° 10' 51" OL  | 0310/14 | groot pand                     |
| Werken bij Griftenstein                                              |           |                |                                              | 52° 6' 2" NB, 5° 9' 41" OL   | 0310/15 | Meer afbeeldingen              |
| bungalow                                                             | 1958      | G. Rietveld    | Groenekanseweg 33                            | 52° 6' 46" NB, 5° 11' 21" OL | 0310/16 | bungalow                       |
| langhuisboerderij                                                    | 1901      |                | Groenekanseweg 51                            | 52° 6' 46" NB, 5° 11' 15" OL | 0310/17 | langhuisboerderij              |
| 18e-eeuwse eenkamerwoningen                                          | 1750-1800 |                | Kapelweg 10-12-14                            | 52° 6' 13" NB, 5° 11' 1" OL  | 0310/18 | 18e-eeuwse eenkamerwoningen    |
| woning bedrijfspand                                                  | 1875-1900 |                | Kapelweg 16-18                               | 52° 6' 13" NB, 5° 11' 1" OL  | 0310/19 | woning bedrijfspand            |
| pastorie                                                             | 1893      | A. Tepe        | Kerklaan 31                                  | 52° 6' 13" NB, 5° 10' 18" OL | 0310/20 | Upload foto                    |
| KNMI                                                                 |           |                | Kloosterlaan 10 (Utrechtseweg 297)           | 52° 6' 6" NB, 5° 10' 41" OL  | 0310/21 | Upload foto                    |
| dwarsboerderij                                                       | 1600/1700 |                | Noordweg 2, 2bis                             | 52° 5' 24" NB, 5° 12' 37" OL | 0310/22 | Upload foto                    |
| villa                                                                | 1922      | W.J. Mikmak    | Oude Bunnikseweg 8                           | 52° 6' 4" NB, 5° 10' 56" OL  | 0310/23 | Upload foto                    |
| Immanuëlkerk Gereformeerde kerk                                      | 1922      | P. Houtzagers  | Soestdijkseweg Zuid 49                       | 52° 6' 30" NB, 5° 11' 17" OL | 0310/24 | Meer afbeeldingen              |
| Biltse Grift                                                         |           |                | Utrechtseweg (ongenummerd)                   |                              | 0310/25 | Upload foto                    |
| langhuisboerderij Tameroord                                          | 1800-1850 |                | Utrechtseweg 91                              | 52° 6' 7" NB, 5° 12' 1" OL   | 0310/26 | Upload foto                    |
| stal annex dienstwoning onderdeel complex landgoed Sandwijck         |           |                | Utrechtseweg 313                             | 52° 6' 2" NB, 5° 10' 17" OL  | 0310/27 | Upload foto                    |
| deel uitmaken van complex van 8 woningen "Steinenburg"               |           |                | Utrechtseweg 386                             | 52° 5' 58" NB, 5° 9' 34" OL  | 0310/28 | Upload foto                    |
| woonhuis Helena                                                      | 1886      |                | Utrechtseweg 418                             | 52° 5' 57" NB, 5° 9' 27" OL  | 0310/29 | Upload foto                    |
| dubbel woonhuis Klein Jagtlus                                        | 1865      |                | Waterweg 212-214                             | 52° 6' 53" NB, 5° 10' 52" OL | 0310/30 | dubbel woonhuis Klein Jagtlus  |
| KNMI, Hoofdgebouw, voormalige dienstwoning, seismografisch paviljoen |           |                | Wilhelminalaan 12                            | 52° 6' 7" NB, 5° 10' 44" OL  | 0310/31 | Upload foto                    |
| voormalige school                                                    |           |                | Burgemeester de Withstraat 2                 | 52° 6' 17" NB, 5° 11' 2" OL  | 0310/32 | Upload foto                    |
| 6 arbeiderswoningen                                                  | 1900-1910 |                | Burgemeester de Withstraat 4                 | 52° 6' 17" NB, 5° 10' 60" OL | 0310/33 | Upload foto                    |
| begraafplaats en historisch hekwerk                                  |           |                | Burgemeester de Withstraat 29A               | 52° 6' 17" NB, 5° 10' 52" OL | 0310/34 | Upload foto                    |

## Bilthoven
De plaats Bilthoven telt 38 gemeentelijke monumenten.
| Object                                                    | Bouwjaar  | Architect           | Locatie                                                   | Coördinaten                  | Nr.     | Afbeelding                              |
| --------------------------------------------------------- | --------- | ------------------- | --------------------------------------------------------- | ---------------------------- | ------- | --------------------------------------- |
| rietgedekt landhuis                                       | 1918      | R.C. Mauve          | Beethovenlaan 7                                           | 52° 8' 27" NB, 5° 12' 56" OL | 0310/35 | rietgedekt landhuis                     |
| voormalige kleuterschool en lagere school, zaagtandgebouw | 1950-1955 | Arthur Staal        | Kees Boekelaan 10                                         | 52° 8' 8" NB, 5° 11' 47" OL  | 0310/36 | Upload foto                             |
| Zuiderkapel, ook wel Biltse Kapel                         |           |                     | Boslaan 3                                                 | 52° 7' 34" NB, 5° 12' 20" OL | 0310/37 | Meer afbeeldingen                       |
| schoolgebouw                                              |           |                     | van Dijcklaan 4                                           | 52° 8' 11" NB, 5° 12' 31" OL | 0310/38 | Meer afbeeldingen                       |
| opvallend smal winkelpand                                 | 1919      | G. Starink          | Emmaplein 8                                               | 52° 7' 46" NB, 5° 12' 19" OL | 0310/39 | opvallend smal winkelpand               |
| villa                                                     | 1934-1936 | H.J. van der Hoek   | Gezichtslaan 100                                          | 52° 8' 44" NB, 5° 12' 22" OL | 0310/40 | villa                                   |
| boswachterswoning                                         | 1850-1900 |                     | Gezichtslaan 115                                          | 52° 8' 46" NB, 5° 12' 13" OL | 0310/41 | boswachterswoning                       |
| langhuisboerderij                                         | 1850-1900 |                     | Gezichtslaan 276                                          | 52° 9' 21" NB, 5° 12' 3" OL  | 0310/42 | langhuisboerderij                       |
| kerk en naastgelegen pastorie                             | 1926      | H. Kroes & Zn.      | Gregoriuslaan 6-8                                         | 52° 8' 8" NB, 5° 13' 16" OL  | 0310/43 | kerk en naastgelegen pastorie           |
| grote dubbele villa                                       | 1921      | W. van der Leck     | Hasebroeklaan 23-25                                       | 52° 8' 3" NB, 5° 12' 43" OL  | 0310/44 | grote dubbele villa                     |
| vrijstaand woonhuis                                       |           |                     | Van der Helstlaan 4                                       | 52° 8' 25" NB, 5° 12' 42" OL | 0310/45 | vrijstaand woonhuis                     |
| villa Devia                                               | 1903      | C. v.d. Zweep       | Prins Hendriklaan 74                                      | 52° 7' 42" NB, 5° 12' 8" OL  | 0310/46 | villa Devia                             |
| voortuin behorend bij Frans Halslaan 68                   |           |                     | Hobbemalaan 80                                            | 52° 8' 30" NB, 5° 12' 9" OL  | 0310/47 | voortuin behorend bij Frans Halslaan 68 |
| Noorderkerk                                               |           |                     | Laurillardlaan 6                                          | 52° 8' 8" NB, 5° 12' 42" OL  | 0310/48 | Noorderkerk                             |
| witgepleisterde villa                                     | 1900-1910 |                     | Maartensdijkseweg 3-3A                                    | 52° 9' 43" NB, 5° 12' 27" OL | 0310/49 | Upload foto                             |
| 18e-eeuws bakhuis                                         | 1750-1800 |                     | Maartensdijkseweg 8                                       | 52° 9' 25" NB, 5° 12' 48" OL | 0310/50 | Upload foto                             |
| langhuisboerderij                                         | 1877      |                     | Maartensdijkseweg 9-11                                    | 52° 9' 39" NB, 5° 12' 2" OL  | 0310/51 | Upload foto                             |
| villa                                                     | 1900-1910 |                     | Nachtegaallaan 24                                         | 52° 7' 41" NB, 5° 12' 20" OL | 0310/52 | villa                                   |
| klein woonhuis                                            | 1922      | W.S. van der Sterre | Parklaan 45                                               | 52° 7' 27" NB, 5° 12' 14" OL | 0310/53 | klein woonhuis                          |
| woonblokken van arbeiderswoningen                         | 1915-1920 |                     | Patrijzenlaan 1-7 en 9-15                                 | 52° 7' 24" NB, 5° 11' 29" OL | 0310/54 | Meer afbeeldingen                       |
| landhuis                                                  | 1952      | G.H.M. Holt         | Hercules Segherslaan 2-4                                  | 52° 8' 45" NB, 5° 12' 24" OL | 0310/55 | landhuis                                |
| landhuis                                                  | 1950-1960 | G. Rietveld         | Hercules Segherslaan 18                                   | 52° 8' 46" NB, 5° 12' 36" OL | 0310/56 | landhuis                                |
| daggelderswoningen                                        | 1875-1900 |                     | Soestdijkseweg Zuid 112/114                               | 52° 6' 54" NB, 5° 11' 37" OL | 0310/57 | daggelderswoningen                      |
| langhuisboerderij                                         | 1855      |                     | Soestdijkseweg Zuid 150/152                               | 52° 7' 3" NB, 5° 12' 5" OL   | 0310/58 | Upload foto                             |
| conciërgewoning bij landhuis Jagtlust                     | 1901      |                     | Soestdijkseweg Zuid 165                                   | 52° 7' 11" NB, 5° 11' 47" OL | 0310/59 | conciërgewoning bij landhuis Jagtlust   |
| helft van dubbele villa                                   |           |                     | Soestdijkseweg Zuid 262                                   | 52° 7' 39" NB, 5° 12' 13" OL | 0310/60 | helft van dubbele villa                 |
| dubbele villa                                             | 1900-1910 |                     | Soestdijkseweg Zuid 266-268                               | 52° 7' 40" NB, 5° 12' 14" OL | 0310/61 | dubbele villa                           |
| dubbele villa                                             | 1900-1925 |                     | Soestdijkseweg Zuid 270-272                               | 52° 7' 41" NB, 5° 12' 15" OL | 0310/62 | dubbele villa                           |
| dubbele villa                                             | 1900-1910 |                     | Soestdijkseweg Zuid 274-276                               | 52° 7' 42" NB, 5° 12' 16" OL | 0310/63 | dubbele villa                           |
| helft van een dubbele villa                               | 1900-1910 |                     | Soestdijkseweg Zuid 280                                   | 52° 7' 43" NB, 5° 12' 16" OL | 0310/64 | helft van een dubbele villa             |
| NS eilandenstation, overkapping                           | 1901      |                     | Soestdijkseweg Noord 301                                  | 52° 7' 49" NB, 5° 12' 17" OL | 0310/65 | Meer afbeeldingen                       |
| stationschefwoning                                        | 1918      |                     | Soestdijkseweg Noord 303 (herbouwd in het Spoorwegmuseum) | 52° 7' 51" NB, 5° 12' 19" OL | 0310/66 | stationschefwoning                      |
| villa                                                     | 1906      |                     | Soestdijkseweg Noord 338                                  | 52° 8' 7" NB, 5° 12' 35" OL  | 0310/67 | villa                                   |
| villa                                                     | 1910      |                     | Soestdijkseweg Noord 357                                  | 52° 8' 11" NB, 5° 12' 35" OL | 0310/68 | villa                                   |
| villa in chaletstijl                                      | 1900-1910 |                     | Jan Steenlaan 23                                          | 52° 7' 54" NB, 5° 12' 8" OL  | 0310/69 | villa in chaletstijl                    |
| kapel van de Nederlandse Protestantenbond                 | 1924      | G.W. van Heukelen   | Sweelincklaan 48                                          | 52° 8' 28" NB, 5° 13' 7" OL  | 0310/70 | Meer afbeeldingen                       |
| witgepleisterd Rietveldhuis                               | 1961      | G. Rietveld         | Wagnerlaan 21                                             | 52° 8' 35" NB, 5° 13' 26" OL | 0310/71 | witgepleisterd Rietveldhuis             |
| landschapsmonument                                        |           |                     | Bilse Duinen                                              | 52° 7' 39" NB, 5° 13' 12" OL | 0310/72 | Upload foto                             |

## Groenekan
De plaats Groenekan telt 20 gemeentelijke monumenten.
| Object                                     | Bouwjaar                                    | Architect | Locatie                    | Coördinaten                  | Nr.     | Afbeelding                                 |
| ------------------------------------------ | ------------------------------------------- | --------- | -------------------------- | ---------------------------- | ------- | ------------------------------------------ |
| woning                                     | 1860-1880                                   |           | Beukenburgerlaan 2         | 52° 7' 13" NB, 5° 9' 50" OL  | 0310/73 | woning                                     |
| woning De Beukehoeve                       | 1850-1875                                   |           | Beukenburgerlaan 62        | 52° 7' 43" NB, 5° 10' 52" OL | 0310/74 | woning De Beukehoeve                       |
| koetshuis/woning                           | 1700-1800 (woonhuis), 1890-1900 (koetshuis) |           | Beukenburgerlaan 66        | 52° 8' 16" NB, 5° 10' 30" OL | 0310/75 | Upload foto                                |
| wonen/agrarisch Beukenburg                 | 1700-1800                                   |           | Beukenburgerlaan 67        | 52° 8' 16" NB, 5° 10' 28" OL | 0310/76 | Upload foto                                |
| brug (Vijverlaan ongen)                    |                                             |           | Groenekanseweg/Vijverlaan  | 52° 7' 20" NB, 5° 9' 22" OL  | 0310/77 | brug (Vijverlaan ongen)                    |
| wonen/praktijkruimte Kweekzicht            | 1870-1880                                   |           | Groenekanseweg 60          | 52° 7' 24" NB, 5° 9' 3" OL   | 0310/78 | wonen/praktijkruimte Kweekzicht            |
| wonen/agrarisch Veldhoeve                  | 1890-1910                                   |           | Groenekanseweg 62          | 52° 7' 23" NB, 5° 9' 4" OL   | 0310/79 | wonen/agrarisch Veldhoeve                  |
| Nederlands Hervormde Kerk                  | 1945-1950                                   |           | Groenekanseweg 66          | 52° 7' 23" NB, 5° 9' 7" OL   | 0310/80 | Meer afbeeldingen                          |
| woonhuis Helenahoeve                       | 1681                                        |           | Groenekanseweg 77          | 52° 7' 25" NB, 5° 9' 10" OL  | 0310/81 | woonhuis Helenahoeve                       |
| agrarisch/wonen                            | 1700-1750                                   |           | Groenekanseweg 103         | 52° 7' 20" NB, 5° 9' 31" OL  | 0310/82 | Meer afbeeldingen                          |
| agrarisch/wonen                            | 1750-1800                                   |           | Groenekanseweg 113         | 52° 7' 26" NB, 5° 9' 40" OL  | 0310/83 | agrarisch/wonen                            |
| werkplaats                                 | 1910-1920                                   |           | Groenekanseweg 158         | 52° 7' 14" NB, 5° 9' 39" OL  | 0310/84 | werkplaats                                 |
| begraafplaats                              |                                             |           | Groenekanseweg 200A        | 52° 7' 9" NB, 5° 9' 53" OL   | 0310/85 | begraafplaats                              |
| woonhuis De Spar                           | 1930-1940                                   |           | Kastanjelaan 5             | 52° 7' 32" NB, 5° 9' 6" OL   | 0310/86 | woonhuis De Spar                           |
| woonhuis (koetshuis van landgoed Voordaan) | 1850-1875                                   |           | Veldlaan 7/9               | 52° 7' 24" NB, 5° 9' 28" OL  | 0310/87 | woonhuis (koetshuis van landgoed Voordaan) |
| woonhuis                                   | 1922                                        |           | Veldlaan 41                | 52° 7' 34" NB, 5° 9' 35" OL  | 0310/88 | Upload foto                                |
| woonhuis                                   |                                             |           | Vijverlaan 1               | 52° 7' 24" NB, 5° 9' 20" OL  | 0310/89 | woonhuis                                   |
| woonhuis/agrarisch                         | 1860-1880                                   |           | Voordorpsedijk 29          | 52° 6' 47" NB, 5° 9' 5" OL   | 0310/90 | Upload foto                                |
| woonhuis (ZoZo)                            | 1905-1910                                   |           | Koningin Wilhelminaweg 438 | 52° 7' 30" NB, 5° 8' 37" OL  | 0310/91 | woonhuis (ZoZo)                            |
| kantoor voormalig ESKEM                    |                                             |           | Koningin Wilhelminaweg 469 | 52° 7' 24" NB, 5° 8' 36" OL  | 0310/92 | kantoor voormalig ESKEM                    |

## Hollandsche Rading
De plaats Hollandsche Rading telt 9 gemeentelijke monumenten.
| Object                           | Bouwjaar  | Architect     | Locatie                                                           | Coördinaten                   | Nr.      | Afbeelding                   |
| -------------------------------- | --------- | ------------- | ----------------------------------------------------------------- | ----------------------------- | -------- | ---------------------------- |
| grenspalen                       | 1850-1875 |               | Graaf Floris V weg / Vuurse Dreef / Hollandse Sloot ongenummerd 5 | 52° 10' 40" NB, 5° 11' 34" OL | 0310/93  | Upload foto                  |
| woonhuis De Houten Steen         | 1925-1935 |               | Graaf Floris V weg 4                                              | 52° 10' 41" NB, 5° 10' 29" OL | 0310/94  | Upload foto                  |
| woonhuis De Wiltfang -vervallen- | 1925-1940 |               | Graaf Floris V weg 6                                              | 52° 10' 42" NB, 5° 10' 28" OL | 0310/95  | Upload foto                  |
| De Hertenkamp                    | 1939      |               | Karnemelksweg 8                                                   | 52° 10' 28" NB, 5° 11' 50" OL | 0310/96  | De Hertenkamp                |
| woonhuis/agrarisch               |           |               | Tolakkerweg 86                                                    | 52° 10' 25" NB, 5° 10' 26" OL | 0310/97  | Upload foto                  |
| woonhuis 't Huis op 't Hoogt     | 1917      |               | Vuursche Dreef 42                                                 | 52° 10' 40" NB, 5° 11' 4" OL  | 0310/98  | Upload foto                  |
| woonhuis/agrarisch               | 1800-1825 |               | Vuursche Dreef 75                                                 | 52° 10' 49" NB, 5° 12' 1" OL  | 0310/99  | woonhuis/agrarisch           |
| woonhuis/agrarisch               | 1700-1800 |               | Vuursche Dreef 121                                                | 52° 10' 47" NB, 5° 12' 14" OL | 0310/100 | woonhuis/agrarisch           |
| café/woonhuis De Paddenstoel     | ±1925     | Wolter Bakker | Vuursche Dreef 180                                                | 52° 10' 45" NB, 5° 12' 8" OL  | 0310/101 | café/woonhuis De Paddenstoel |

## Maartensdijk
De plaats Maartensdijk telt 22 gemeentelijke monumenten.
| Object                            | Bouwjaar             | Architect       | Locatie                    | Coördinaten                   | Nr.      | Afbeelding  |
| --------------------------------- | -------------------- | --------------- | -------------------------- | ----------------------------- | -------- | ----------- |
| woonhuis                          | 1920-1921            | D.F. Slothouwer | Aanlegsteeg 4              | 52° 9' 41" NB, 5° 11' 43" OL  | 0310/102 | Upload foto |
| grafkelder                        | 1850-1900            |                 | Aanlegsteeg nabij nr 17    | 52° 9' 46" NB, 5° 11' 37" OL  | 0310/103 | Upload foto |
| woonhuis/agrarisch (Beukenstein)  | 1910-1920            |                 | Achterweteringseweg 41     | 52° 8' 60" NB, 5° 9' 9" OL    | 0310/104 | Upload foto |
| woonhuis/agrarisch                | 1860-1880            |                 | Achterweteringseweg 47     | 52° 9' 1" NB, 5° 9' 6" OL     | 0310/105 | Upload foto |
| woonhuis/agrarisch                |                      |                 | Achterweteringseweg 47A-49 | 52° 9' 1" NB, 5° 9' 5" OL     | 0310/106 | Upload foto |
| woonhuis/agrarisch                | 1880-1895            |                 | Dorpsweg 2                 | 52° 9' 29" NB, 5° 9' 55" OL   | 0310/107 | Upload foto |
| woonhuis                          | 1900-1925            |                 | Dorpsweg 19                | 52° 9' 32" NB, 5° 10' 5" OL   | 0310/108 | Upload foto |
| woonhuis/bedrijf                  | 1870-1880            |                 | Dorpsweg 23                | 52° 9' 31" NB, 5° 10' 9" OL   | 0310/109 | Upload foto |
| catechesatiegebouw                | 1450-1600 (in fasen) |                 | Dorpsweg 38                | 52° 9' 29" NB, 5° 10' 16" OL  | 0310/110 | Upload foto |
| pastorie                          | 1870-1890            |                 | Dorpsweg 40                | 52° 9' 29" NB, 5° 10' 16" OL  | 0310/111 | Upload foto |
| woonhuis Brandenburg              | 1880-1890            |                 | Dorpsweg 50                | 52° 9' 30" NB, 5° 10' 19" OL  | 0310/112 | Upload foto |
| woonhuis/bedrijf                  | 1880-1900            |                 | Dorpsweg 86                | 52° 9' 29" NB, 5° 10' 27" OL  | 0310/113 | Upload foto |
| woonhuis/agrarisch                | 1913                 |                 | Dorpsweg 88                | 52° 9' 29" NB, 5° 10' 29" OL  | 0310/114 | Upload foto |
| woonhuis                          | 1900-1910            |                 | Dorpsweg 97                | 52° 9' 31" NB, 5° 10' 52" OL  | 0310/115 | Upload foto |
| woonhuis/agrarisch                | 1880-1900            |                 | Dorpsweg 117               | 52° 9' 31" NB, 5° 11' 3" OL   | 0310/116 | Upload foto |
| armenhuisjes van de NH kerk       | 1900-1910            |                 | Dorpsweg 157/161/163/165   | 52° 9' 35" NB, 5° 11' 27" OL  | 0310/117 | Upload foto |
| woonhuis                          | 1920-1921            | D.F. Slothouwer | Dorpsweg 175               | 52° 9' 35" NB, 5° 11' 34" OL  | 0310/118 | Upload foto |
| woonhuis/agrarisch "Arnoldahoeve" | 1920-1940            |                 | Dorpsweg 182               | 52° 9' 29" NB, 5° 11' 13" OL  | 0310/119 | Upload foto |
| woonhuis                          | 1880                 |                 | Dorpsweg 226               | 52° 9' 33" NB, 5° 11' 30" OL  | 0310/120 | Upload foto |
| woonhuis/agrarisch                | 1650-1700            |                 | Eijkensteinsesteeg 34      | 52° 10' 19" NB, 5° 12' 21" OL | 0310/121 | Upload foto |
| woonhuis 't Veldhuis              | 1825-1850            |                 | Planetenlaan 42            | 52° 9' 2" NB, 5° 10' 26" OL   | 0310/122 | Upload foto |
| woonhuis, oorspronkelijk Tolhuis  | 1860-1880            |                 | Koningin Wilhelminaweg 1   | 52° 9' 30" NB, 5° 9' 55" OL   | 0310/123 | Upload foto |

## Westbroek
De plaats Westbroek telt 36 gemeentelijke monumenten
| Object                                         | Bouwjaar                   | Architect | Locatie               | Coördinaten                 | Nr.       | Afbeelding                                  |
| ---------------------------------------------- | -------------------------- | --------- | --------------------- | --------------------------- | --------- | ------------------------------------------- |
| kosterswoning/catechesatielokaal (Sjaloom)     | 1700-1800; 1825 afgebroken |           | Kerkdijk 6/8          | 52° 9' 5" NB, 5° 7' 34" OL  | 0310/124  | kosterswoning/catechesatielokaal (Sjaloom)  |
| woonhuis (oorspronkelijk gemeentehuis)         | 1880                       |           | Kerkdijk 11           | 52° 9' 3" NB, 5° 7' 31" OL  | 0310/125  | woonhuis (oorspronkelijk gemeentehuis)      |
| woonhuis/agrarisch                             | 1872                       |           | Kerkdijk 14           | 52° 9' 6" NB, 5° 7' 31" OL  | 0310/126  | woonhuis/agrarisch                          |
| woonhuis/agrarisch "Ouders Hoeve"              | 1870-1880                  |           | Kerkdijk 16           | 52° 9' 6" NB, 5° 7' 30" OL  | 0310/127  | woonhuis/agrarisch "Ouders Hoeve"           |
| woonhuis/agrarisch                             | 1863                       |           | Kerkdijk 24           | 52° 9' 9" NB, 5° 7' 24" OL  | 0310/128  | woonhuis/agrarisch                          |
| woonhuis                                       | 1885-1895                  |           | Kerkdijk 32           | 52° 9' 11" NB, 5° 7' 18" OL | 0310/1291 | woonhuis                                    |
| "Willems Hoeve"                                | 1880-1900                  |           | Kerkdijk 36           | 52° 9' 12" NB, 5° 7' 16" OL | 0310/130  | "Willems Hoeve"                             |
| woonhuis                                       | 1905-1910                  |           | Kerkdijk 39           | 52° 9' 7" NB, 5° 7' 22" OL  | 0310/131  | woonhuis                                    |
| woonhuis " Ons Genoegen"                       |                            |           | Kerkdijk 49           | 52° 9' 9" NB, 5° 7' 15" OL  | 0310/132  | woonhuis " Ons Genoegen"                    |
| woonhuis " Het Zek"                            | 1910                       |           | Kerkdijk 51           | 52° 9' 10" NB, 5° 7' 15" OL | 0310/133  | woonhuis " Het Zek"                         |
| woonhuis/agrarisch "oppassen"                  | 1905-1910                  |           | Kerkdijk 59           | 52° 9' 12" NB, 5° 7' 10" OL | 0310/134  | woonhuis/agrarisch "oppassen"               |
| woonhuis                                       | 1885                       |           | Kerkdijk 77           | 52° 9' 16" NB, 5° 6' 58" OL | 0310/135  | woonhuis                                    |
| woonhuis                                       | 1905-1910                  |           | Kerkdijk 81           | 52° 9' 18" NB, 5° 6' 55" OL | 0310/136  | woonhuis                                    |
| woonhuis/agrarisch "Swanenbevrch"              | circa 1910                 |           | Kerkdijk 91           | 52° 9' 20" NB, 5° 6' 49" OL | 0310/137  | woonhuis/agrarisch "Swanenbevrch"           |
| woonhuis/agrarisch "Rundervreugd               | 1825-1860                  |           | Kerkdijk 146          | 52° 9' 29" NB, 5° 6' 30" OL | 0310/138  | Upload foto                                 |
| woonhuis, voorheen school                      | 1910                       |           | Dr. Welfferweg 22     | 52° 9' 0" NB, 5° 7' 38" OL  | 0310/139  | woonhuis, voorheen school                   |
| woonhuis, voorheen school                      | 1910                       |           | Dr. Welfferweg 24     | 52° 8' 60" NB, 5° 7' 39" OL | 0310/140  | woonhuis, voorheen school                   |
| woonhuis                                       | 1905-1915                  |           | Dr. Welfferweg 26     | 52° 8' 60" NB, 5° 7' 40" OL | 0310/141  | woonhuis                                    |
| woonhuis/agrarisch                             | 1887                       |           | Dr. Welfferweg 35/35A | 52° 8' 60" NB, 5° 7' 55" OL | 0310/142  | woonhuis/agrarisch                          |
| woonhuis, voorheen boerderij "Kent U Zelve"    | 1860-1880                  |           | Dr. Welfferweg 39     | 52° 8' 59" NB, 5° 8' 2" OL  | 0310/143  | woonhuis, voorheen boerderij "Kent U Zelve" |
| woonhuis/agrarisch "Veelust"                   | 1886                       |           | Dr. Welfferweg 49/49A | 52° 8' 58" NB, 5° 8' 9" OL  | 0310/144  | woonhuis/agrarisch "Veelust"                |
| woonhuislbedrijf "Maartenshoeve"               | 1725-1775                  |           | Dr. Welfferweg 61     | 52° 8' 56" NB, 5° 8' 25" OL | 0310/145  | woonhuislbedrijf "Maartenshoeve"            |
| woonhuis/garage, oorspronkelijk smederij/wonen |                            |           | Dr. Welfferweg 70     | 52° 8' 58" NB, 5° 7' 53" OL | 0310/146  | Upload foto                                 |
| woonhuis/agrarisch                             | 1860-1890                  |           | Dr. Welfferweg 71     | 52° 8' 55" NB, 5° 8' 32" OL | 0310/147  | woonhuis/agrarisch                          |
| woonhuis "villa Tetterode"                     | 1886                       |           | Dr. Welfferweg 78     | 52° 8' 57" NB, 5° 7' 59" OL | 0310/148  | woonhuis "villa Tetterode"                  |
| woonhuis " De Blauwhoef                        | 1888                       |           | Dr. Welfferweg 80     | 52° 8' 56" NB, 5° 8' 1" OL  | 0310/149  | woonhuis " De Blauwhoef                     |
| woonhuis                                       | 1944                       |           | Dr. Welfferweg 82     | 52° 8' 56" NB, 5° 8' 7" OL  | 0310/150  | woonhuis                                    |
| woonhuis/agrarisch                             | 1885-1895                  |           | Dr. Welfferweg 92/92A | 52° 8' 55" NB, 5° 8' 20" OL | 0310/151  | woonhuis/agrarisch                          |
| transformatorstation GRUNO                     |                            |           | Dr. Welfferweg 102-TR | 52° 8' 54" NB, 5° 8' 32" OL | 0310/152  | transformatorstation GRUNO                  |
| woonhuis "Cazant"                              | 1885-1895                  |           | Dr. Welfferweg 106    | 52° 8' 53" NB, 5° 8' 34" OL | 0310/153  | woonhuis "Cazant"                           |
| woonhuis                                       | 1860-1890                  |           | Dr. Welfferweg 114    | 52° 8' 52" NB, 5° 8' 43" OL | 0310/154  | woonhuis                                    |
| gepleisterde muur                              |                            |           | Kerkdijk 5            | 52° 9' 3" NB, 5° 7' 33" OL  | 0310/155  | gepleisterde muur                           |
| hekwerk                                        |                            |           | Kerkdijk 40           | 52° 9' 13" NB, 5° 7' 13" OL | 0310/156  | hekwerk                                     |
| hekwerk                                        |                            |           | Kerkdijk 47           | 52° 9' 9" NB, 5° 7' 17" OL  | 0310/157  | hekwerk                                     |
| hekwerk                                        | 1875-1900                  |           | Dr. Welfferweg 37     | 52° 8' 59" NB, 5° 7' 59" OL | 0310/158  | hekwerk                                     |
| tegel                                          | 1910-1930                  |           | Dr. Welfferweg 54/56  | 52° 8' 59" NB, 5° 7' 45" OL | 0310/159  | Meer afbeeldingen                           |